# Bathyvitiazia pallida
Bathyvitiazia pallida är en ringmaskart som först beskrevs av Levenstein 1971.  Bathyvitiazia pallida ingår i släktet Bathyvitiazia och familjen Polynoidae. Inga underarter finns listade i Catalogue of Life.